# Трепов, Александр Фёдорович
Александр Фёдорович Трепов (18 сентября [30 сентября] 1862, Киев — 10 ноября 1928, Ницца) — государственный деятель Российской империи, егермейстер (06.12.1905), статс-секретарь (03.11.1916), министр путей сообщения (1915—1916), председатель Совета министров 10 ноября (23 ноября) 1916—27 декабря 1916 (9 января 1917).

## Биография

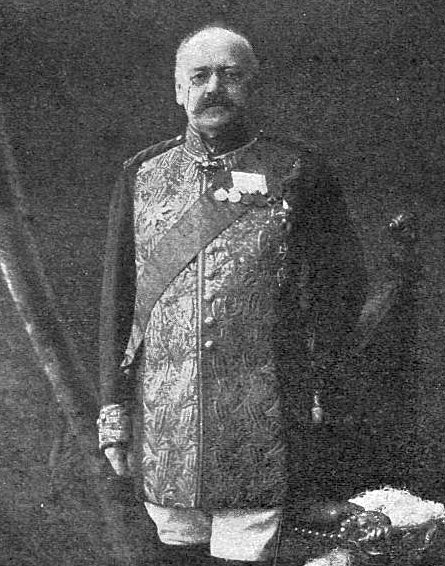
А. Ф. Трепов

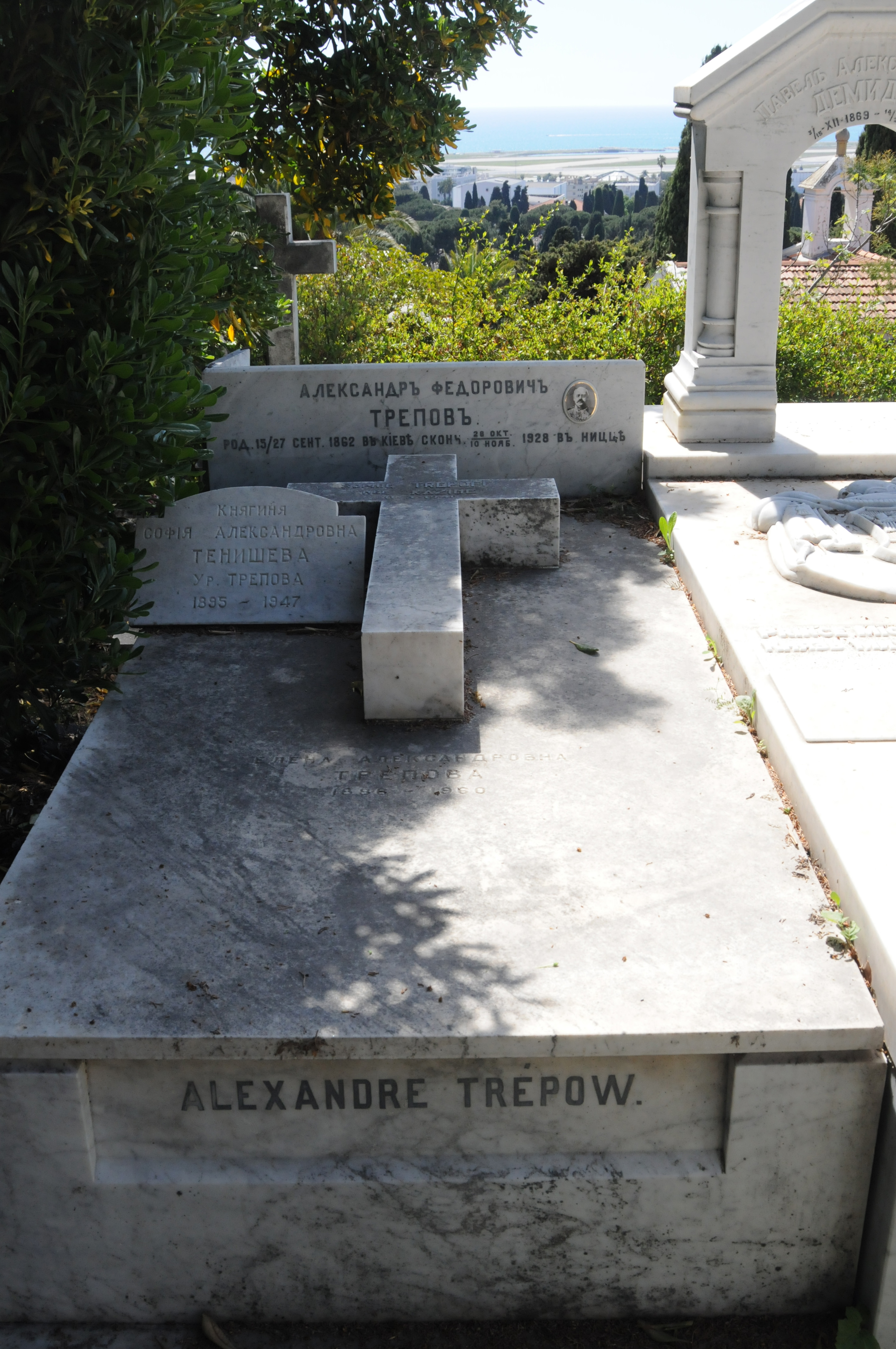
Могила Александра Трепова на Русском кладбище в Ницце

Сын генерал-адъютанта Ф. Ф. Трепова. Имел двоих старших братьев и одного младшего — Фёдора, впоследствии генерал-губернатора волынского, киевского и подольского; и Дмитрия, впоследствии петербургского генерал-губернатора и дворцового коменданта.
Воспитывался в Пажеском корпусе, по окончании которого поступил на военную службу в лейб-гвардии Егерский полк. В 1889 вышел в запас и поступил на службу в Министерство внутренних дел в должности чиновника для особых поручений.
Владел 2922 десятинами земли в Переяславском уезде; ещё 202 десятины в том же уезде числились за его супругой. В 1892 был избран переяславским уездным предводителем дворянства; оставался в этой должности до 1896.
В 1896 был причислен к Государственной канцелярии. Занимал должности камергера Двора (с 1900), егермейстера Двора (с 1905). В 1906 был назначен сенатором Первого департамента Сената. 1 января 1914 года назначен членом Государственного совета. С августа 1915 член Особого совещания по обороне.
30 октября 1915 года возглавил Министерство путей сообщения. Особое внимание уделял организации воинских перевозок, в связи с шедшей мировой войной. При нём ускорилось строительство Мурманской железной дороги, а также была переведена на широкую колею ветка Вологда — Архангельск. В связи с развитием автомобильного транспорта учредил в составе министерства Управление шоссейных дорог.
10 ноября 1916 года назначен председателем Совета министров с оставлением в должности министра путей сообщения. На посту главы правительства пытался добиться у Николая II отставки министра внутренних дел А. Д. Протопопова. В остальном зарекомендовал себя как лояльный по отношению к императору консерватор; неоднократно характеризовался как «реакционер». 27 декабря 1916 года был снят с обеих министерских должностей.
После Октябрьской революции арестовывался ЧК, стал одним из лидеров Белого движения. С осени 1918 по январь 1919 возглавлял в Гельсингфорсе Особый комитет по делам русских в Финляндии. Затем эмигрировал во Францию. В 1920-е был одним из руководителей русской монархической эмиграции. В 1921 г. был рекомендован для участия в Русском Зарубежном Церковном Соборе в Сремских Карловцах (Югославия). 16 февраля 1921 был допрошен в качестве свидетеля следователем по особо важным делам Омского окружного суда в Париже «по вопросу о действиях московских монархических групп, имевших целью спасение жизни Государя Императора и Августейшей Семьи». Скончался 10 ноября 1928 в Ницце, похоронен на Русском кладбище.

## Награды
- Высочайшее благоволение (28.10.1905)
- Орден Святой Анны 1-й степени (01.01.1909)
- Орден Святого Владимира 2-й степени (01.01.1911)
- Орден Белого орла (01.01.1914)
- Георгиевская медаль 3-й степени (10.03.1916)
- Высочайший рескрипт (19.05.1916)

Иностранные:
- Бухарский орден Искандер-Салис (1916)
- Французский орден Почётного легиона, большой крест (1916)
- Британский орден Святых Михаила и Георгия, большой крест (1916)
- Итальянский орден Святых Маврикия и Лазаря, большой крест (1916)